# 上阿莱格雷多平达雷
上阿莱格雷多平达雷是巴西马拉尼昂州的一个市镇。总面积1932.317平方公里，总人口30185人，人口密度15.6人/平方公里。